# Jerzy Siedlecki (1907–1996)
Jerzy Siedlecki (ur. 29 lipca 1907 w Pjatyhorach na Kijowszczyźnie, zm. 10 marca 1996 w Warszawie) – pułkownik aparatu bezpieczeństwa publicznego PRL, ambasador w Korei Północnej (1954–1959) oraz Wietnamie Północnym (1963–1967).

## Życiorys
Urodził się w rodzinie Gotfryda (1871–1936) i Jadwigi z Iwanowskich (1881–1965). Był bratem Walerego (1901–1981), Ludwika (zm. 1978) i Wojciecha, bratankiem Stanisława Siedleckiego (1877–1939), polityka, senatora RP.
Ukończył szkołę średnią we Lwowie. W 1930 został asystentem na Wydziale Chemicznym Politechniki Lwowskiej. W tym samym roku związał się z ruchem komunistycznym i został redaktorem „Nowej Prawdy” – prasowego organu Komunistycznej Partii Zachodniej Ukrainy. Za prowadzenie działalności komunistycznej został usunięty z uczelni, a w latach 1932–1933 odsiadywał wyrok w więzieniu. W 1936 wykluczono go z KPZU za „obszarnicze pochodzenie”.
W 1939 jako ochotnik wziął udział w kampanii wrześniowej. W 1941, po ataku Niemiec na ZSRR, wstąpił do Armii Czerwonej. W 1943 znalazł się w szeregach 1. Dywizji Piechoty im. Tadeusza Kościuszki (kierownik Oddziału Personalnego w Wydziale Politycznym). Od marca do czerwca 1944 był kierownikiem Sekcji Mobilizacyjnej przy Wydziale Wojskowym Związku Patriotów Polskich w Moskwie. W sierpniu 1944 został skierowany do Resortu Bezpieczeństwa Publicznego PKWN (kierownik Sekcji Śledczej), a od lipca 1945 był kierownikiem Biura Informacji Departamentu I MBP, od stycznia 1946 zastępcą kierownika Wydziału do spraw Funkcjonariuszy, od czerwca 1946 p.o. naczelnika Wydziału do spraw Funkcjonariuszy, a od listopada 1949 dyrektorem Biura do spraw Funkcjonariuszy. W sierpniu 1953 został oddelegowany do Komisji Repatriacyjnej na Półwysep Koreański, a 1 września 1954 zwolniony z organów BP i przekazany do dyspozycji KC PZPR. W latach 1954–1959 reprezentował PRL jako ambasador w Korei Północnej. Następnie dyrektor Departamentu I Ministerstwa Spraw Zagranicznych. W latach 1963–1967 ambasador w Wietnamie Północnym.
Był członkiem Komunistycznej Partii Zachodniej Ukrainy, PPR i PZPR.
Ożenił się z Ireną Reginą Reiss (1906–2003).
Pochowany na cmentarzu Wojskowym na Powązkach w Warszawie (kwatera G-2a-28).

## Ordery i odznaczenia
- Krzyż Komandorski Orderu Odrodzenia Polski (1964)[4]
- Order Krzyża Grunwaldu III klasy „za działalność w konspiracji, udział w walkach partyzanckich i za zasługi w organizowaniu służby Bezpieczeństwa i Milicji Obywatelskiej” (10 października 1945)[5]